# Лонг Бич (Индијана)
Лонг Бич (енгл. Long Beach) град је у америчкој савезној држави Индијана.

## Демографија
По попису из 2010. године број становника је 1.179, што је 380 (-24,4%) становника мање него 2000. године.
| Група             | 2000.         | 2010.         |
| Белци             | 1.514 (97,1%) | 1.135 (96,3%) |
| Афроамериканци    | 6 (0,4%)      | 17 (1,4%)     |
| Азијати           | 16 (1,0%)     | 13 (1,1%)     |
| Хиспаноамериканци | 11 (0,7%)     | 7 (0,6%)      |
| Укупно            | 1.559         | 1.179         |